# Galeb (revija)
Galeb je mladinska književna revija. Namenjena je širjenju slovenskega jezika in kulture med pripadniki mlajših generacij slovenske narodne skupnosti v Italiji. Mladinska revija je razširjena na šolah s slovenskim učnim jezikom v tržaški in goriški ter videmski pokrajini. Berejo jo osnovnošolci do približno 6. razreda.
Revija izhaja v desetih številkah letno. Vsako leto izide tudi Galebov šolski dnevnik, ki ga že preko dvajset let prejemajo vsi slovenski osnovnošolci iz Furlanije - Julijske krajine. Vsako leto izide tudi paket ilustriranih Galebovih knjig mladinske literature, ki dopolnijo in zaključijo mladinsko ponudbo založbe Novi Matajur.

## Zgodovina
Mladinska revija Galeb je nastala leta 1954 z namenom, da bi širila slovenski jezik in kulturo med pripadniki mlajše generacije Slovencev v Italiji. Revija ponuja svojim mladim bralcem prispevke najbolj priznanih slovenskih avtorjev mladinske književnosti in ilustratorjev s celotnega slovenskega prostora, se pravi iz Slovenije in zamejstva. Zaradi tega je bila revija deležna številnih priznanj in jo sama strokovna komisija na slovenskem ministrstvu za kulturo ocenjuje z najvišjimi parametri.

## Vsebina
V Galebu najdemo:
- zgodbe in odlomke iz slovenske mladinske književnosti;
- pesmi in poezije iz slovenske mladinske književnosti;
- članke;
- didaktične rubrike (likovna, naravoslovna in kuharska);
- igre, križanke in rebuse;
- rubriko za starše in šolnike (članki, ki jih piše psiholog);
- rubriko z naslovom Šolarji rišejo in pišejo, kjer so objavljeni pisni in likovni izdelki otrok.

## Podatki o reviji
Galeb je mesečnik in je registriran na sodišču v Trstu pod št.158 od 3. maja 1954, od 7. januarja 1995 pa pod št. 18/94 na sodišču v Vidmu. Včlanjen je v zvezo periodičnega tiska USPI (Unione Stampa Periodica Italiana). Revijo sofinancira Urad Vlade RS za Slovence v zamejstvu in po svetu.
Revijo Galeb izdaja zadruga Novi Matajur iz Čedada. Glavna urednica je Majda Železnik /Alina Carli?, odgovorni urednik pa je Igor Gabrovec. Člani uredniškega odbora so: Marij Čuk, Damiana Kobal, Kristina Kovačič, Ksenja Majovski, Marjan Mikolj, Vera Poljšak, Magda Tavčar.